# ハナハマサジ
ハナハマサジ（学名：Limonium sinuatum、英名：Wavyleaf sea-lavender）は、イソマツ科イソマツ属に属する多年草または一年草で、イソマツ属の中では、最も広く栽培されており、半耐寒性の短命な宿根草である。
高さ45cm程度で、茎は直立し、角張っていて翼があって葉のように見える。葉は槍形で、葉縁はしばしば波打ち、浅く裂ける。花期は夏から初秋。茎の先に円錐花序または穂状花序をつけ、個々の花は筒状である。萼片は青や紫、白、黄、桃色など多色で目立ち、花弁は白くて小さい。
栽培では1年草として育てられる。観賞用、切り花に用いられるほか、花がしぼんだ後もがくは残り、乾かしても色落ちしないのでドライフラワーによく用いる。
別名でもあるスターチス(Statice)は、イソマツ属の旧属名（シノニム）であり、現在では植物学上の呼称変更により、リモニウム(Limonium)と呼ばれることが多くなった。